# Konzervativna sila
Konzervativne sile su one sile kod kojih rad ne zavisi od pređenog puta ili od oblika putanje, već samo od početne i krajnje pozicije tela. Rad koji izvrše konzervativne sile na zatvorenoj putanji jednak je nuli. Nazivaju se konzervativne zato što u sistemu u kojem deluju važi zakon održanja-konzervacije.
Neke od takvih sila su:
- gravitaciona
- elastična
- elektrostatička

Posmatrajmo veličine {\displaystyle {\vec {F_{1}}}\cdot {\vec {d}}_{1}} i {\displaystyle {\vec {F_{2}}}\cdot {\vec {d}}_{2}} izračunate između delova kružnica.
{\displaystyle {\vec {F}}\cdot {\vec {d}}=Fd\cos \alpha }
{\displaystyle {\vec {F}}\cdot {\vec {d}}}, je projekcija {\displaystyle d} na pravac sile {\displaystyle {\vec {F}}}, tako da su one jednake za {\displaystyle {\vec {F}}_{1}} i {\displaystyle {\vec {F}}_{2}}, jer je udaljenost između kružnica jednaka. Iz toga sledi:
{\displaystyle {\vec {F_{1}}}\cdot {\vec {d}}_{1}={\vec {F_{2}}}\cdot {\vec {d}}_{2}}
Ovo važi za bilo koji deo staze, pa je: 
{\displaystyle \int _{A}^{B}{\vec {F_{1}}}\cdot {\vec {d}}_{1}=\int _{A}^{B}{\vec {F_{2}}}\cdot {\vec {d}}_{2}}
Eksperimentalno je utvrđeno da je rad gravitacione i elektrostatičke sile nezavisan od puta. Kod gravitacione sile znamo da je njen pravac normalan na brzinu (cos 90˚=0) i odatle zaključujemo da je ukupan rad jednak nuli. 

## Veza konzervativnih sila i potencijalne energije
Kada na telo deluju konzervativne sile, tada svakom njegovom položaju možemo dodeliti određenu potencijalnu energiju. Telo može imati potencijalnu energiju samo ako na njega deluju konzervativne sile.
Neka je masa tela m, visina na kojoj se nalazi h i dužina strme ravni s. U prvom slučaju telo klizi po strmoj ravni, a u drugom slobodno pada. Računamo rad konzervativne sile (gravitacije) u oba slučaja (A1, A2).
{\displaystyle s=h/\sin \alpha ,} {\displaystyle A_{2}=mgh}
{\displaystyle A_{1}=mg\sin \alpha s,} {\displaystyle A_{1}=mgh}
Zaključujemo da je rad gravitacije jednak, bez obzira kako se telo kreće.
Rad konzervativnih sila jednak je negativnoj promeni potencijalne energije.
{\displaystyle A=-\Delta Ep}
Sistem na koji deluju konzervativne sile naziva se zatvoren (izolovan) sistem, jer se njegova ukupna energija ne menja, već samo prelazi iz jednog oblika u drugi.

## Nekonzervativne sile
Za nekonzervativne sile možemo reći da su po svojim osobinama suprotne konzervativnim. Njihov rad zavisi od oblika putanje. Što je put duži to je rad sile veći. Njihov ukupan rad na zatvorenoj putanji je različit od nule. One se još nazivaju i disipativne, jer kad one deluju, mehanička energija tela nije očuvana. Kada telo vrši rad kinetička energija mu se smanjuje, a kada se nad telom vrši rad njegova kinetička energija se povećava. Pošto rad zavisi od putanje, nije moguće definisati potencijalnu energiju koja odgovara nekonzervativnoj sili. Još je važnije reći da se pri radu nekonzervativnih sila sistemu dodaje ili oduzima energija.
Sila trenja je predstavnik ovih sila. Ona je nekonzervativna zato što je njen rad na zatvorenoj putanji nije jednak nuli. Znamo da kod kretanja tela, pri pojavi sile trenja, dolazi do usporavanja. To znači da se kinetička energija smanjuje i prelazi u toplotnu, koja se javlja na dodiru između tela i ona napušta sistem. 
Sistem u kome postoje nekonzervativne sile naziva se otvoren (neizolovan) sistem, zato što energija može da ga napušta ili ulazi, kao i da menja oblike tokom tog procesa. Izgleda kao da u takvim sistemima ne važi zakon održanja energije, ali u stvari za taj deo energije možemo odrediti i gde nastaje kao i šta je njen izvor. Preciznije je reći da se mehanička energija ne održava kada u sistemu deluju nekonzervativne sile.

## Literatura
- [мртва веза]
- Rad i energija
- [мртва веза]